# Brunch
Brunch je obrok, ki se jé pozno dopoldne namesto zajtrka in kosila. Beseda je prekrivanka iz besed angleških besed breakfast in lunch. Ta vrsta obroka je znana tudi kot pozni zajtrk ali zgodnje kosilo.

## Slovenska ustreznica
Moda bruncha se je prijela tudi v Sloveniji, zato se je pojavila potreba po iskanju slovenske ustreznice angleškega izraza. Na Franovem portalu, namenjenem skovankam, so bile predlagane različne alternative, trenutno najuspešnejša pa je kositrk.